# 远程访问服务
远程访问服务（Remote Access Services，簡稱RAS）指任何可提供遠端訪問服務的軟體及硬體組合，使用戶可以存取在遠端的工具或資訊。這些內容可能放在網路上的其他裝置上。

## 參看
- 路由和远程访问服务 (RRAS)

本條目部分或全部内容出自以GFDL授權發佈的《自由線上電腦詞典》（FOLDOC）。